# 158P/Kowal-LINEAR
158P/Kowal-LINEAR, komet Jupiterove obitelji. 